# 尤拉克魯米山
14°44′17″S 72°34′42″W / 14.73806°S 72.57833°W
尤拉克魯米山（Yuraq Rumi），是秘魯的山峰，位於該國南部阿雷基帕大區，由拉烏尼翁省的普伊卡區負責管轄，屬於萬索山脈的一部分，海拔高度約5,000米。